# Karolew (Dąbrówka)
Pour les articles homonymes, voir Karolew.

Karolew (prononciation : [kaˈrɔlɛf]) est un village polonais de la gmina de Dąbrówka dans le powiat de Wołomin de la voïvodie de Mazovie dans le centre-est de la Pologne.
Il est situé à environ 7 kilomètres au sud-est de Dąbrówka (siège de la gmina), 16 kilomètres au nord-est de Wołomin (siège du powiat) et 38 kilomètres au nord-est de Varsovie (capitale de la Pologne).
Le village possède une population de 144 habitants en 2001.

## Histoire
De 1975 à 1998, le village appartenait administrativement à la voïvodie d'Ostrołęka.